# 第二次木津川口之戰
第二次木津川口之戰（だいにじきづがわぐちのたたかい）是發生在在天正6年11月6日（1578年12月4日），是毛利家和織田家發生的一場海戰，毛利水軍遭到重創。

## 背景
天正4年（1576年），織田信長為了包圍石山本願寺進行斷糧戰術，派遣水軍封鎖大坂灣。但在第一次木津川口之戰中慘敗給毛利家水軍，令毛利水軍順利向本願寺提供糧食補給。
由於織田水軍在第一次木津川口之戰多數是遭到焙烙，因此織田信長便命九鬼嘉隆於伊勢國打造6艘鐵裝的大船、瀧川一益建造1艘白色的大船，7艘鐵甲船共搭乘5千名士兵，寬達7間，長達12至13間。
天正6年（1578年）6月26日，九鬼嘉隆率領矢野眾、江波中、工藤祐助、智積寺九右衛門尉等出陣，用這7艘大船編成船隊，從熊野浦順風勢出發，目標直指大阪灣，並在淡輪一帶，與從雜賀浦、淡輪浦駛出的本願寺方的紀伊水軍交戰，紀伊水軍出動許多小船包圍，以箭矢攻擊織田家的鐵甲船，但沒法生效，九鬼嘉隆讓鐵甲船以火绳枪朝四方射击還擊，隨後以7艘大船駛進紀伊水軍的陣勢裡，刻意接近敵軍，然後趁機以船上的大筒（轻型火炮）轟擊敵船，順利擊沉紀伊水軍的多數船艦，打通了伊勢、志摩通往堺的水路。
九鬼嘉隆率領的鐵甲船，在當年7月17日到達堺，引起時人的關注，翌日進駐大阪灣，加上其他織田水軍船隻，數量達數十艘之多，再次封鎖大阪灣的水路。織田信長後於9月30日連同近衛前久、細川昭元、一色義定前往堺巡視鐵甲船，回到住吉的織田信長招來九鬼嘉隆賞賜他黄金二十枚跟御服十着、菱喰折箱二只，並賜與九鬼嘉隆跟瀧川一益千人扶持，瀧川一益白船上的將領犬飼助三、渡邊佐内、伊藤孫大夫三人也獲得黄金六枚跟御服。

## 戰況
當年11月6日，共6百艘的毛利水軍船隻為支援石山本願寺再度前來木津川，直接朝著九鬼嘉隆的鐵甲船發動攻擊，反過來包圍了九鬼水軍的船隊，雙方在木津川口南方的水域上交戰，戰爭在同日上午辰時（約8時）開始，九鬼嘉隆的6艘鐵甲船配有大量的大筒（轻型火炮），九鬼水軍刻意靠近敵船，特別針對毛利軍的大將船用大筒擊沉，約莫午時（12點）左右，毛利水軍已遭織田方的九鬼水軍擊敗，集結殘餘的數百艘船隻撤離木津川。
九鬼嘉隆在隔年1月5日由堺前往安土城向織田信長拜年時，獲得織田信長嘉勉，織田信長也賞賜九鬼嘉隆黃金二百枚獲准回歸伊勢休整。

## 結果
這一戰令織田家取得大阪灣的制海權、逼使毛利家退至淡路島以西，封鎖石山本願寺一切水上航運，導致其兵糧、武器等軍需物資無法補給及士氣低落，取得石山合戰中織田軍的最大勝利。兩年後本願寺顯如向織田家投降、織田信長亦成功奪取石山本願寺。

## 關連字條
- 石山合戰
- 第一次木津川口之戰
- 安宅船